# اینوکوچی آریا
اینوکوچی آریا (انگلیسی: Inokuchi Ariya) (زاده ۲۷ نوامبر ۱۸۵۶ - درگذشته ۲۶ مارس ۱۹۲۳) مخترع، مهندس مکانیک و صنعتگر ژاپنی بود، که در سال ۱۹۲۰ شرکت ابارا کورپوریشن را تأسیس کرد. وی همچنین بنیانگذار انستیتوی مهندسی مکانیک ژاپن نیز می‌باشد.